# Camden (Illinois)
Pour les articles homonymes, voir Camden.
Camden est un village situé au centre-ouest du comté de Schuyler dans l'Illinois, aux États-Unis,. Le village est incorporé le 8 janvier 1934.

## Démographie
Lors du recensement de 2010, le village comptait une population de 86 habitants. Elle est estimée, en 2016, à 79 habitants.

### Source de la traduction
- (en) Cet article est partiellement ou en totalité issu de l’article de Wikipédia en anglais intitulé « Camden, Illinois » (voir la liste des auteurs).